# 劇場版ポケットモンスター ミュウツーの逆襲
『劇場版ポケットモンスター ミュウツーの逆襲』（げきじょうばんポケットモンスター ミュウツーのぎゃくしゅう）（英題：Pokémon: Mewtwo Strikes Back!）は、1998年7月18日から公開されたテレビアニメ『ポケットモンスター』の劇場版第1作である。同時上映作品は『ピカチュウのなつやすみ』。
本項では2019年7月12日に公開の『ミュウツーの逆襲 EVOLUTION』についても記述する。
以下、『EVOLUTION』と区別をつけるため、必要に応じて1998年公開のオリジナル作品を「旧作」と表記する。

## 概要
自分と言うものの存在意義・自分を生み出した人間への復讐という重い主題を抱えた作品である。
キャッチコピーは「最強のポケモンは誰だ!?」。
制作費は3億5000万円。日本国内の観客動員数は650万人を記録し、国内興収は72.4億円、配給収入は41.5億円を記録した。
東宝の発表によると、前売り券の売上は1998年7月5日までに主要都市9館で2万9389枚に達し、これは『GODZILLA』の主要都市9館1万6112枚を大きく上回る。
当初の予定では物語をテレビ放映とリンクさせ、映画公開に先立ってミュウツーのことを事前にテレビアニメで紹介することとなっていた。しかしポケモンショックにより放映日程が大幅に狂ってしまったため本編とのリンクやミュウツーの紹介を行うことは出来なかった。
舞台となったミュウツー城は、アントニ・ガウディのサグラダ・ファミリアがモデルになっている。時系列は第67話以降である。
映画公開の翌年にあたる1999年11月10日には、ミュウツーが誕生して間もない頃の物語を描いたラジオドラマを基にした書下ろしストーリー『ミュウツーの誕生』を追加し、劇場公開版の所々をCGへ差し替えたものが製作され、アメリカで『Pokémon: The First Movie』として全米約3000の映画館で公開、興行収入8000万ドルを記録し、「日本映画初の週間興行ランキング初登場第1位」 を成し遂げている。また、アメリカでの初日の興行収入は1010万ドルで、アメリカにおける日本映画の興行収入記録であった『Shall we ダンス?』の950万ドルを初日のみで更新している。フランスでも2000年に公開され22万人の観客動員数を記録した。
このバージョンは次作の『劇場版ポケットモンスター 幻のポケモン ルギア爆誕』公開直前の特番として『ミュウツーの逆襲 完全版』の題で1999年7月に日本国内でテレビ放映され、その翌年には新たにサトシとピカチュウの出会いから旅立ちに至るまでの経緯を再構成した書下ろしストーリーを追加し、正規完全版として改めてテレビ放映された。したがって本作では劇場公開版を含めると3パターンが存在する。
本作の特報映像では、『ポケットにファンタジー』がBGMで流れ、少し大人になったカスミ（と思われる少女）と、本作に登場しているボイジャーと小さな少女（劇中未登場）が登場する。他にも映画本編には出てこないシーンもある。特報映像の最後には「劇場版ポケットモンスターは過激な映像表現はおさえて製作いたします」と、テロップが表示された。
ひとつの特徴として、テレビ東京のアニメ版とオマージュリンクする演出が存在する（シーンのひとつから、コジロウが不思議そうに「だーれだ?」ムサシが「ニャース」という、テレビアニメ版でCM明けに当時演出として使用されていた「だーれだ?」→「○○○（ポケモンの名前）」に似せたもの）。

## あらすじ
ロケット団が南米の山脈地帯にある盗掘現場にて発見した、幻のポケモン・ミュウの体の一部の化石を基に、フジ博士が構成した研究チームにより遺伝子操作によって戦闘能力などを強化され人工的に作られたポケモン・ミュウツーは、その不純な生立ちから自身の存在意義を見出せずに答えなき自問自答に苦しみ、反出生主義的な考えに至っていた。
やがてミュウツーは自分を造ったロケット団を裏切ったことをきっかけに、ポケモンを統制するシステムへの反発や自分を利用するためだけに作り出した人間たちへの失望からある計画を企てる。それは、自分のように通常のポケモンより優れた「コピーポケモン」の軍団を作り出し、人間や通常のポケモンを淘汰するというものだった。
一方、旅を続けるサトシたちの前に一通の招待状を携えたカイリューが現れた。招待状は謎の女性の姿を映し出し、優秀なトレーナーたちをポケモン城へ招待したいと説明する。サトシはすぐさまポケモン城へ向かうことを決め、招待状のYESの欄にチェックを入れる。嵐で荒れた海を渡りポケモン城へたどり着いたサトシたちは、そこで同じく招待状によって招かれた3人のトレーナーと出会った。
だが、サトシたちが受け取った招待状はミュウツーの仕組んだ罠だった。サトシを初めとするトレーナーたちは強大な力を持つミュウツーや彼が作り出したコピーポケモンの前に歯が立たず、より強いコピーポケモンを作ろうとするミュウツーに手持ちのポケモンを奪われてしまう。
一方その頃、サトシを追ってポケモン城にやってきたロケット団のムサシ・コジロウ・ニャースは、城の地下に広がるコピーポケモンの製造所に迷い込む。彼らはそこでコピーポケモンたちが作られる過程を目の当たりにし、さらにはミュウの存在を知った。
奪われたポケモンたちからコピーポケモンが生成されるが、ピカチュウを追いかけてきたサトシがコピー装置を破壊し、ポケモンたちを解放する。人間への復讐のために関係の無い者を巻き込むミュウツーに憤ったサトシたちは彼のもとに向かう。
そんな中、ミュウツーの前に彼のオリジナルであるミュウが現れる。自分の「本物」であるミュウに敵意を露にし「本物」であるミュウと「コピー」の自分のどちらが強いかを決めようと戦いを挑むミュウツーに、ミュウはある提案を持ちかける。それは、自分たちだけでなくコピーポケモンたちとそのオリジナルのポケモンたちを戦わせることで「本物」と「コピー」のどちらが強いかを決めるというものだった。ミュウの言葉をニャースが翻訳して曰く、技など使わず体と体でぶつかれば、本物はコピーに負けない、と。
こうして始まった肉弾戦は長引き、ポケモンたちが次々と倒れる中ミュウツーとミュウだけは激戦を続ける。2匹を止めない限りポケモンたちの闘いも止まらないと考えサトシは自ら身を投じるが、ミュウツーとミュウの挟み撃ちに遭い石像と化してしまう。静寂に包まれるバトルフィールド。自らの力ではどうにもならず、パートナーとしての存在を失ったピカチュウは悲しみに暮れる。戦いをやめたポケモンたちも、それに呼応するかのように涙する。すると、ポケモンたちが流した涙はサトシのもとに集まり、サトシは息を吹き返した。
コピーとオリジナルが一緒になって涙する様子を見たミュウとミュウツーは、自分たちは皆同じ生き物であると悟る。ポケモンたちの、それも半分はコピーポケモンたちのために自らを犠牲にしたサトシの姿を見たミュウツーは、人間たちに希望を見出し戦いをやめる。そして、自分たちコピーポケモンの生が認められるその日までこの世界で生き続けることを誓ったミュウツーは、ミュウやコピーポケモンたちとともにどこかへと去っていった。コピーを巡る悲劇が繰り返されないよう、ミュウツーはその場にいた者たちからこの日の記憶を消す。
サトシたちは、気がつけば近くのポケモンセンターに戻っていた。嵐が収まり、雲の間からミュウが飛び去るところを見たサトシたちは、いつか幻のポケモンに巡り会える日が来ることを願い、旅を続けるのだった。

## 登場人物

### レギュラーキャラクター
詳細は個別記事かアニメ版ポケットモンスターの登場人物を参照。担当声優は『ミュウツーの逆襲』 / 『EVOLUTION』の順に表記。1人しか記載がない場合は共通のキャスト。
サトシ
声 - 松本梨香
本作の主人公。ポケモンマスターを目指し修行の旅を続ける10歳のポケモントレーナー。海賊風トレーナーに勝利したことで前途有望なポケモントレーナーと見込まれ、最強のポケモントレーナーと名乗る謎の人物から招待を受け、ポケモン城へと向かう。物語終盤でポケモン同士の戦いを止めるべくミュウツーとミュウの攻撃を受け石化してしまうも、戦いをやめたポケモンたちの涙を注がれて復活した。
カスミ
声 - 飯塚雅弓
世界一の水ポケモン使いを目指してサトシと一緒に旅をしている少女。
予告編では彼女に似た容姿の少女が出ている。
『EVOLUTION』では金銀編で追加されたギャラドスが苦手な描写が追加され、タケシと共に石化したサトシを悔んだ。
タケシ
声 - うえだゆうじ（旧・上田祐司）
世界一のポケモンブリーダーを目指してサトシたちと共に旅をする元ニビジムリーダー。年上の美人女性好きだが、女運は皆無。本作でもミュウツーの召使いの女性に惚れ込むも、そのおかげですぐに彼女が行方不明になったジョーイだと見抜いた。
『EVOLUTION』では新たにスイートをナンパする途中にカスミに止められたり、本でミュウのことを知っていたことが新たに追加された。
ムサシ
声 - 林原めぐみ
ロケット団の一員。持っていたフライパン で飛び去ろうとしたカイリューを受け止めてサトシ宛ての招待状を見つけ、ピカチュウを狙ってコジロウやニャースと共に船乗りを装うも嵐だったために失敗。その後もサトシたちの後を追ってポケモン城に潜入する。
コジロウ
声 - 三木眞一郎
ロケット団の一員で、元は財閥の御曹司。サトシたちと共に海に投げ出された際、相棒のマタドガスの浮遊力を浮き輪代わりにして生き延びる。
『EVOLUTION』ではラプラスの船でムサシとニャースと共に現れた。
ニャース
声 - 犬山イヌコ（旧・犬山犬子）
ロケット団の一員。2足歩行をし、人間の言葉を喋るポケモン。本作でもポケモンの翻訳をしており、彼の通訳がある場面で活かされる。元々戦闘が苦手なため、戦いには参加しなかった。
ムサシたちがコピーポケモンたちが作られる過程を見ている最中にコピー装置に引っかかり、救出するも尻尾の毛を抜き取られ、自分のコピーが生成されてしまう。その後、コピーと対面したものの、「爪が痛そう」という理由で戦いを放棄し、コピーに対して「みんなは戦っているのに自分だけずるい」と言い、コピーから「自分と戦わない方がずるい」と言い返される。そして、2匹でぼんやりと月を眺めた。
なお、旧作では船の前方に飾られている女神風の船首像となっていたが、『EVOLUTION』ではムサシたち同様船員となっている。
サトシのポケモン
ピカチュウ
声 - 大谷育江
技：10まんボルト
サトシの最初のポケモン。オープニングで海賊風トレーナーが出したポケモン3匹をまとめて「10まんボルト」で一掃させた。モンスターボールに入ることが嫌い。ミュウツーのモンスターボールから逃げ回るも、最終的に捕まってしまう。追いかけてきたサトシのおかげでミュウツーのモンスターボールから脱出した。コピーとの戦いでは最後まで拒み、さらにサトシが石化した時は他のポケモンたち共々悲しみ、涙を注がせて復活させた。

フシギダネ

技：ソーラービーム、つるのムチ
草ポケモン。オープニングでのバトルではドンファンのパワーに圧倒されるも「ソーラービーム」で勝利。ゼニガメに次ぐ活躍をする。モンスターボールに戻されたときにミュウツーに捕まるが、サトシのおかげでミュウツーのモンスターボールから脱出した。コピーとの戦いではコピーに突き飛ばされた。その後、サトシが石化した時は悲しみ、復活した時は喜んだ。
リザードン

技：かえんほうしゃ
炎ポケモン。ヒトカゲがリザードンに最終進化した形で直接登場する。
戦闘力はサトシのポケモンの中でも群を抜いて高い一方、サトシがまだ器量不足だったため指示を聞かない場面が見受けられる（ボールから出て来て早々にミュウツーに「かえんほうしゃ」を撃ち「しつけの悪い」と返されている）が、ミュウツーやコピーリザードンを格上と察した際にはサトシの「パワーじゃなくスピードで勝負だ」という命令を珍しく聞いた。スピードとその高い戦闘力をもってしてもコピーリザードンには勝てず逆にコピーのスピードに翻弄され、「ちきゅうなげ」に敗北。ミュウツーに捕まるが、サトシのおかげでミュウツーのモンスターボールから脱出した。この頃はサトシにはまだ心を開いていなかったが、石化した時は悲しみ復活を喜んでいた。
『EVOLUTION』では食事シーンにも登場しており、飛んできたカイリューにいきなり攻撃したり、リザードンツーとのバトルではサトシと顔を見合わせながら笑ったり、争いが収束した際にリザードンツーとの和解をするなど出番が大幅に増えた。なお、旧作と違いサトシの指示を普通に聞いている。
ゼニガメ
声 - 愛河里花子
技：みずでっぽう、バブルこうせん
水ポケモン。オープニングでのバトルではカイリキーに押されながらも「バブルこうせん」で勝利。ポケモン城へ向かう時、ポケモン城内部とモンスターボールに入っているポケモンの中では1番活躍し、出番があった。モンスターボールに戻されたときにミュウツーに捕まるが、サトシのおかげでミュウツーのモンスターボールから脱出した。コピーとの戦いではコピーに背中に乗っかられた。サトシが石化した時は悲しみに復活した時は喜んだ。

ピジョン
予告編やパンフレットなどの画像のみの登場。ピカチュウを乗せて空を飛ぶシーンがあった。OPではピカチュウ、フシギダネ、リザ－ドン、ゼニガメと共に鳴き声のみ登場している。

カスミのポケモン

トゲピー
声 - こおろぎさとみ
カスミが所持するポケモン。カスミのリュックに隠れていたおかげでコピーされずに済んだ。その後、石化したサトシが復活した時は喜んでいた。
1998年時点ではまだ発売前の『ポケットモンスター 金・銀』に出る新ポケモンの1体。
ヒトデマン

ポケモン城に向かうときにサトシのゼニガメと共に活躍した。また、モンスターボールから出なかったおかげでコピーされなかった。
コダック

鈍足のため、捕まってしまう。しかし、サトシのおかげでミュウツーのモンスターボールから脱出した。コピー（本物より若干目つきが悪い）と対決するが、オリジナルとコピー共々おとぼけなことをしていた。その後、石化したサトシを悔んだ。トサキントは未登場。

タケシのポケモン

ロコン

本来はユキのポケモンで、タケシに授けられた。タケシのお気に入りのポケモンとして出したものの、タケシが油断している隙に捕まってしまう。しかし、サトシのおかげでミュウツーのモンスターボールから脱出し、コピーと対決。その後、石化したサトシを悔んだ。イワークやイシツブテ、ズバットは未登場。

ロケット団のポケモン

マタドガス

コジロウが所持するポケモン。ロケット団がポケモン城へ潜入する際、水中戦は苦手だが浮力を利用して浮き輪代わりとしてモンスターボールから出されていた。また、モンスターボールから出なかったおかげでコピーされなかった。『EVOLUTION』では台詞がある。ムサシのアーボックとベロリンガ、コジロウのウツボットは未登場。

ナレーター
声 - 石塚運昇

### ゲストキャラクター
ウミオ
声 - 高木渉 / 吉野裕行
ポケモン城に招待されたポケモントレーナーの少年。水ポケモンや体色が水色のポケモンを使う。ソラオ、スイートに比べると性格は熱血的。ミュウツーが最強のトレーナーであることを真っ先に疑い警戒もしたため、ミュウツーによって浮かび上がられ、そのまま水の中へ落とされた。一度はミュウツーに手持ちのポケモンを奪われてしまったが、サトシのおかげで手持ちのポケモンを救われた。招待されたトレーナーの中では出番が少ない。一人称は「オレ」。
手持ちポケモン
ギャラドス

技：はかいこうせん
ウミオのパートナー。水中移動用に使用したポケモン。ミュウツーに「はかいこうせん」を仕掛けるが、「バリアー」で弾き返されてしまう。その直後、巨体が原因でミュウツーにすぐ捕まったが、サトシのおかげでミュウツーのモンスターボールから脱出した。陸上でも行動可能。コピーとの戦いでコピーに噛み付かれるが振り払った。『EVOLUTION』ではギャラドスにトラウマを持つカスミに苦手られていた。
ニドクイン
ウミオの手持ちの中で唯一水タイプではない。ミュウツーにすぐ捕まるが、サトシのおかげでミュウツーのモンスターボールから脱出した。コピーとの戦いではコピー相手に苦戦した。『EVOLUTION』では捕まるシーンが追加された。
ドククラゲ
水面にいたためすぐ捕まってしまう。しかし、サトシのおかげでミュウツーのモンスターボールから脱出した時は、ロケット団に絡みついた。陸上でも行動可能。『EVOLUTION』では捕まるシーンが追加された。
シャワーズ
ウミオの手持ちの中で一番足が速いが、その場にいたためミュウツーに捕まる。しかし、サトシのおかげでミュウツーのモンスターボールから脱出した。『EVOLUTION』では捕まるシーンが追加された。
ゴルダック
油断していたため、すぐ捕まってしまう。しかし、サトシのおかげでミュウツーのモンスターボールから脱出した。コピーとの戦いではパンチの殴り合いによる乱闘をしていた。
シードラ
水面にいたため、ミュウツーにすぐ捕まる。しかし、サトシのおかげでミュウツーのモンスターボールから脱出した。ギャラドスやドククラゲとは違い、陸上でのバトルや行動の描写がない（ただし、陸上に立っている描写や空を飛んでいる描写はある）。『EVOLUTION』では陸上での行動やバトルシーンは追加されている。

ソラオ
声 - 古谷徹 / 神谷浩史
ポケモン城に招待されたポケモントレーナーの少年。自然系のポケモンを使う。一度はミュウツーに手持ちのポケモンを奪われてしまったが、サトシのおかげで手持ちのポケモンを救出された。一人称は「ボク」。
手持ちポケモン
フシギバナ
声 - 大友龍三郎 / 最上嗣生
技：はっぱカッター、エナジーボール（『EVOLUTION』のみ）
ソラオのパートナーでニックネームは「バーナード」。コピーフシギバナに立ち向かうが、「はっぱカッター」を「つるのムチ」ですべて弾かれた上、そのまま投げ飛ばされ敗北（『EVOLUTION』では「つるのムチ」で叩きつけられても何とか耐え「エナジーボール」で反撃するも通用せず、「リーフストーム」を受け敗北）。ミュウツーに捕まるも、サトシのおかげでミュウツーのモンスターボールから脱出した。
ピジョット
ソラオが飛行用に使ったポケモン。空を飛ぶスピードは速いが、ミュウツーのモンスターボールに捕まってしまう。しかし、サトシのおかげでミュウツーのモンスターボールから脱出した。コピーとの戦いでは壮絶な空中戦を繰り広げた。
ストライク
カマを使った戦法が得意。ミュウツーに捕まってしまうが、サトシのおかげでミュウツーのモンスターボールから脱出した。コピーとの戦いではカマで互角に渡り合った。
サワムラー
キックが得意でミュウツーのモンスターボールを跳ね返そうとしたが、逆に捕まってしまう。しかし、サトシのおかげでミュウツーのモンスターボールから脱出した。
サンドパン
ソラオの手持ちでは動きが一番鈍いため、すぐ捕まってしまう。しかし、サトシのおかげでミュウツーのモンスターボールから脱出した。
サイホーン
技：とっしん
ミュウツーの仕打ちに腹を立てたソラオの指示でミュウツーに突進するが、「サイコキネシス」ですぐ弾き飛ばされる。ミュウツーにすぐ捕まるが、サトシのおかげでミュウツーのモンスターボールから脱出した。『EVOLUTION』では捕まるシーンが追加された。

スイート
声 - 佐藤藍子（特別出演） / 佐倉綾音
ポケモン城に招待されたポケモントレーナーの少女。可愛らしいポケモンを多く使う。一度はミュウツーに手持ちのポケモンを奪われたが、サトシのおかげで手持ちのポケモンを救出された。招待されたトレーナーの中では台詞は多い。『EVOLUTION』ではタケシからナンパされるほどの美少女として扱われ、気の強い面も強調された。スイートの名前の由来は、旧作で声を担当した佐藤藍子から、さとう→砂糖→甘いの連想によるものでシュガーという候補もあった。一人称は「わたし」。
手持ちポケモン
カメックス
声 - 玄田哲章（無印）
技：ハイドロポンプ、ロケットずつき（『EVOLUTION』のみ）
スイートのパートナーでニックネームは「クスクス」。コピーカメックスに立ち向かうが、「ハイドロポンプ」を弾かれそのまま「こうそくスピン」を受け、敗北。ミュウツーに捕まるも、サトシのおかげでミュウツーのモンスターボールから脱出した。『EVOLUTION』では「ロケットずつき」も使用した。
ジュゴン
水中移動用に使用したポケモン。水面にいたためすぐミュウツーに捕まるが、サトシのおかげでミュウツーのモンスターボールから脱出した。陸上でも行動可能。サトシが石化された時はピカチュウの次に泣いた。『EVOLUTION』ではバトルシーンがあり、コピーに投げ飛ばされた。
プクリン
油断している時にミュウツーに捕まってしまう。しかし、サトシのおかげでミュウツーのモンスターボールから脱出した。『EVOLUTION』では気の強い面も見せた。
ギャロップ
足は速いがミュウツーに捕まる。しかし、サトシのおかげでミュウツーのモンスターボールから脱出した。
キュウコン

警戒心が強いが、ミュウツーに捕まる。しかし、サトシのおかげでミュウツーのモンスターボールから脱出した。コピーとの戦いではお互い睨み合うも、コピーに頭を押さえつけられた。『EVOLUTION』では捕まるシーンが追加された。
ラフレシア
ミュウツーのモンスターボールが来た際は困り顔をしていて、捕まる。しかし、サトシのおかげでミュウツーのモンスターボールから脱出した。

ボイジャー
声 - 小林幸子（特別出演）
港育ちのため海のことはよく知っており、波止場を仕切っている。
映画の特報映像では、成長したと思われる彼女が小さな少女（本編には未登場）と一緒に手をつないで歩いている。
『EVOLUTION』ではキャモメのことを話していた。
海賊風トレーナー
声 - レイモンド・ジョンソン（『EVOLUTION』のみ特別出演）
序盤にサトシとポケモンバトルをする海賊の恰好をした英語を交えて話すのが特徴なトレーナー。時系列ではセキエイリーグ後のためサトシがセキエイ大会ベスト16だと知っている。トレーナーとして未熟であり、最初は一体ずつで戦っていたがドンファンとカイリキーが倒された後、やけを起こして手持ち全てのポケモンを出す反則を行い、ジムリーダーのカスミやタケシに器量不足を呆れられた。『EVOLUTION』では外見がカリブ風のデザインに変更されている。
手持ちポケモン
ドンファン
技：ころがる、はかいこうせん、こおりのつぶて（『EVOLUTION』のみ）
フシギダネとバトル。「ころがる」で応戦するが、「ソーラービーム」で敗北する。トゲピー同様、1998年時点ではまだ発売前の『ポケットモンスター 金・銀』に出る新ポケモンの1体。
カイリキー
技：からてチョップ
ゼニガメとバトル。「バブルこうせん」で敗北する。
ゴローニャ
効かないはずのピカチュウの「10まんボルト」で敗北する。『EVOLUTION』では登場しない。
カイロス
ピカチュウの「10まんボルト」で敗北する。
モルフォン
ピカチュウの「10まんボルト」で敗北する。
スリープ
『EVOLUTION』のみゴローニャの代わりに登場。ピカチュウの「10まんボルト」で敗北する。

### ゲストポケモン
ミュウツー
声 - 市村正親（成体・特別出演）、瀧本富士子（ドラマCD・幼いミュウツー）、森久保祥太郎（完全版・幼体）
技：サイコキネシス、シャドーボール、バリアー、かなしばり、対象を石化させるエネルギー弾
本作のゲストポケモン。ミュウの遺伝子を基に、ミュウよりさらに強くなるよう作られた最強のポケモン。
サカキに力の使い方を諭されてロケット団に仕え使役されていた頃は、多くのポケモンや二ビジムのポケモンを敗北させていた。サカキにモンスターボールでゲットされたわけではないので野生扱いになる。
「人間でも、ポケモンでもない」自らの存在意義に悩み、自問自答を繰り返し続けた果て、サカキや科学者たちのエゴに触れたことで人間に失望する。
その生い立ちから人間のことを徹底的に見下しており、特に人間に指図されることを極めて嫌う。「強さ」に対して並々ならぬこだわりを持ち、トレーナーの手持ちポケモンに対しても「弱いから人間にへつらっている」と冷たい目を向ける。
自らのオリジナルであるミュウが現れた際には強い対抗心を抱き、自分のほうが優れていることを証明しようと一方的に戦闘を仕掛けた。ミュウと壮絶な戦いを繰り広げるも、サトシに阻止され、さらに石化したサトシに戦いをやめたポケモンたちが涙を注がせて復活した際には、ミュウと共にコピーもオリジナルも同じ生き物同士であることを認め、自らが作ったコピーと共にどこかへ去って行った。
強大な超能力を持ち、天候や人の心を操りテレパシーで会話する。ギャラドスの「はかいこうせん」を片手で受け止め跳ね返し、リザードンの「かえんほうしゃ」を「バリアー」で難なく防ぐなど、作中で並ぶ者のない力を持つ。さらに知能も非常に高く、相手のポケモンをモンスターボールごと捕獲する「ミュウツーボール」やポケモンの細胞からコピーを生み出す装置などを開発し、自らトレーナーとしてコピーポケモンを使役する。
生まれた経緯などはゲーム中のものと近いが、性格はゲームのように凶暴一辺倒なわけではなく、哀しい過去と高度な悩みを抱えるためかどこか虚無的な雰囲気を併せ持つ。
アーマードミュウツー
サカキによって防護用のメカ・アーマーを着せられた時の姿。本来のパワーを制御させるために作られた。
無印63話ではサカキのもとにいた時期のためこのアーマーを付けてシゲルとのジム戦で登場しており、ニドキングとウインディを敗北させている。なお、シゲルがポケモン図鑑で調べても「データなし」と表示されなかった。
コミカライズ版の『我ハココに在リ』ではサカキがミュウツーを言いなりにするために再び着せた。
公開当時は拘束具を装着した姿に名称はなかったが、『EVOLUTION』で黒い鎧姿にリニューアルされて「アーマードミュウツー」と名付けられた。ゲームでは『ポケモンGO』や『ポケモンガオーレ』に登場している。
ミュウ
声 - 山寺宏一（『EVOLUTION』のみ特別出演）
技：サイコキネシス、テレポート、対象を石化させるエネルギー弾
世界で最も珍しく最も強いと言われている幻のポケモン。伝承によっては神とも悪魔とも言われるほどの力を持ち、作品中で唯一ミュウツーと互角に戦うことができる。好奇心旺盛で幼子のような性格をしているが、始祖のポケモンとしての高いプライドも併せ持つ。
小川の底で泡に包まれて眠っていたが、ミュウツーの気配を感じて目ざめ、ポケモン城に向かう。
はじめは自らのコピーであるミュウツーのことを小馬鹿にし、攻撃を躱して遊んでいたが、一度クリーンヒットが入ったのをきっかけに自らに対する脅威として認める。オリジナルの方がコピーより優れていることを示すため、自ら彼と激戦を繰り広げると同時に他のポケモンたちを扇動してコピーたちと争わせる。その後、争いが収拾されるとミュウツーやコピーと共にどこかへ飛び去っていった。
カイリュー
声 - 小形満（無印）
サトシにニューアイランド島への招待状を渡したポケモン。サトシに招待状を渡して飛び去ろうとした際、ロケット団にフライパンで受け止められた。『EVOLUTION』では怒ったリザードンに攻撃されるシーンがある。
ミュウツーが操った野生のポケモンかコピーポケモンかは不明。
オニドリル
首に小型カメラをつけたオニドリル。
カイリュー同様、ミュウツーが操った野生のポケモンかコピーポケモンかは不明。
コピーピカチュウ / ピカチュウツー（EVOLUTION）

技：10まんボルト
サトシのピカチュウの遺伝子から作られたコピー。オリジナルと比べて気性は荒いが本性は涙もろい泣き虫で、自分と戦おうとしないサトシのピカチュウに一方的に攻撃していたが、ついには泣き崩れてしまう。オリジナルとの相違点は耳の先の模様が山形になっていること。戦いが終わるとピカチュウに別れの手を振りながら他のコピーポケモンと共に飛び去って行った。
コピーニャース / ニャースツー（EVOLUTION）
声 - 富樫美鈴（EVOLUTION）
ロケット団のニャースの尻尾の毛による遺伝子から作られたコピー。オリジナルと比べるとのんびりとした性格で、人語も話さず四足歩行。
戦闘を好まないようで、オリジナルと戦おうとするも、「痛そう」という理由でそのまま戦いを放棄。オリジナルとともに月を眺めた。戦いが終わると他のコピーポケモンと共に飛び去って行った。
コミカライズ版『EVOLUTION』には登場しない。
コピーフシギバナ / フシギバナツー（EVOLUTION）
技：つるのムチ、リーフストーム（『EVOLUTION』のみ）
フシギダネツーの残された遺伝子から作られたコピー。オリジナルとの相違点は体中に薄緑のまだら模様と花びらの模様。ソラオのフシギバナと戦い「つるのムチ」で投げ飛ばして勝利。『EVOLUTION』では「エナジーボール」を耐え、反撃の「リーフストーム」で投げ飛ばして勝利。
コピーカメックス / カメックスツー（EVOLUTION）
技：こうそくスピン、ロケットずつき（『EVOLUTION』のみ）
ゼニガメツーの残された遺伝子から作られたコピー。オリジナルとの相違点は甲羅に二重四角形の模様と顔の縞模様、キャノン砲の形状が違うこと。スイートのカメックスと戦い「こうそくスピン」で勝利。
コピーリザードン / リザードンツー（EVOLUTION）
声 - 岩崎諒太（EVOLUTION）
技：かえんほうしゃ、ちきゅうなげ、メガトンキック、ドラゴンテール（『EVOLUTION』のみ）
ヒトカゲツーの残された遺伝子から作られたコピー。オリジナルとの相違点は体中に赤茶色の縞模様があること。サトシのリザードンと戦い、圧倒的なスピードで翻弄し「ちきゅうなげ」で勝利。
『EVOLUTION』では争いが終結するとリザードンと和解する（傷ついたリザードンの顔を舐めている）シーンが追加された。
コピーフシギダネ
フシギダネの遺伝子から作られたコピー。オリジナルと対戦し、突き飛ばした。争いが終結するとオリジナルと和解する。
コピーゼニガメ
ゼニガメの遺伝子から作られたコピー。オリジナルとの戦いで、苦戦させた。争いが終結するとオリジナルと和解する。
コピーコダック
コダックの遺伝子から作られたコピー。オリジナルと比べて目つきが若干悪いが、おとぼけは同じ。
コピーロコン
ロコンの遺伝子から作られたコピー。
コピーギャラドス
ギャラドスの遺伝子から作られたコピー。オリジナルと戦い、噛み付いていた。
コピードククラゲ
ドククラゲの遺伝子から作られたコピー。
コピーシードラ
シードラの遺伝子から作られたコピー。旧作ではオリジナル同様、陸上での行動やバトルのシーンがカットされていたが、『EVOLUTION』では描写されている。
コピーゴルダック
ゴルダックの遺伝子から作られたコピー。
コピーニドクイン
ニドクインの遺伝子から作られたコピー。
コピーシャワーズ
シャワーズの遺伝子から作られたコピー。
コピーサイホーン
サイホーンの遺伝子から作られたコピー。
コピーピジョット
ピジョットの遺伝子から作られたコピー。
コピーストライク
ストライクの遺伝子から作られたコピー。
コピーサワムラー
サワムラーの遺伝子から作られたコピー。
コピーサンドパン
サンドパンの遺伝子から作られたコピー。
コピーラフレシア
ラフレシアの遺伝子から作られたコピー。
コピープクリン
プクリンの遺伝子から作られたコピー。
コピージュゴン
ジュゴンの遺伝子から作られたコピー。
コピーキュウコン
キュウコンの遺伝子から作られたコピー。
コピーギャロップ
ギャロップの遺伝子から作られたコピー。

### その他
イワーク
ミュウツーと初めて戦ったポケモン。「サイコキネシス」で弾き飛ばされる。『EVOLUTION』では「たいあたり」しているが、「バリアー」で弾き飛ばされてしまう。
ケンタロス
大群でミュウツーを襲うが、「サイコキネシス」で急に浮かび、ロケット団に捕まる。『EVOLUTION』ではミュウツーと最初に戦っている。
フーディン
ミュウツーに「サイコキネシス」で飛ばされた時は、スプーンが曲がっていた。『EVOLUTION』では未登場。
レアコイル
技：でんきショック
ミュウツーに電撃を仕掛けるが、「サイコキネシス」ですぐに弾き返される。『EVOLUTION』では未登場。
オーキド・シゲル
サトシのライバル。台詞は無く後ろ姿のみだが、物語の冒頭で少しだけ登場する。コミカライズ版では全身が登場。
手持ちポケモン
ニドキング
ウインディと共にミュウツーと戦うが、「サイコキネシス」で吹き飛ばされる。
ウインディ
ニドキングと共にミュウツーと戦うが、「サイコキネシス」ですぐに吹き飛ばされる。『EVOLUTION』では「かえんほうしゃ」を使用。
サカキ
声 - 鈴置洋孝 / 三宅健太
ロケット団のボスでトキワシティのジムリーダー。ミュウツーを使って世界征服をしようとするが、彼が脱走したため失敗し、これに伴いジムリーダーを引退する。
手持ちポケモン
ペルシアン
常にサカキのそばについてまわり、ペットのように寵愛されている。
サイドン
技：じしん、いわおとし、つのドリル
コミカライズ版に登場。脱走しようとするミュウツーを妨害するも、逆に脱出を許してしまう。
TV本編ではムサシが代理として使用するも、本来相性で有利なピジョンに敗北してしまう。
ラッタ、キングラー
嵐のため波止場で避難していた際に睨み合っていた。
ジュンサー
声 - 西村ちなみ
女性警察官。嵐のためにニューアイランド島行きの渡し舟が欠航したことをトレーナーたちに伝える。旧作では帽子が飛ばされていたが、『EVOLUTION』では飛ばされていない。
ジョーイ
声 - 白石文子 / 藤村知可
行方不明になっているポケモンセンターの女医。実はミュウツーにさらわれ、洗脳を施されて召使いにされていたがミュウツーに用済みと見なされ正気に戻り、事件後はポケモンセンターを開放した。旧作ではさらわれた日にちは不明だが、『EVOLUTION』では一週間前にさらわれている。
フジ博士（ドクトル・フジ / クラマ・フジ）
声 - 秋元羊介 / 稲葉実
事故で死んだ愛娘のアイを生き返らせるために遺伝子の研究をしている科学者。その過程でミュウツーを生み出すが、ミュウツーの暴走で研究所を破壊された上、研究所の壊滅に巻き込まれ、他の研究員共々生死不明となる。旧作では他の研究員と共に顔はほとんど映っていなかったが、『EVOLUTION』でははっきりと顔が映っている（クレジットは「博士」）。
アイツー
声 - 氷上恭子
『ミュウツーの誕生』（ラジオドラマ版）と『ミュウツーの逆襲 完全版』に登場。事故死したフジ博士の娘であるアイのコピー。ラジオドラマでは生身の体を持っているが、培養液の入ったガラス管から出られない身体であるうえに4年間しか生きられない。劇中のフジ博士の言葉はアイのコピーが複数回作られたことを示唆しており、本人も「ひょっとしたら私は（ツーではなく）アイスリー」と発言していることから、実際にはアイの何番目のコピーなのかは不明。CDに付属の絵本では生前のアイと同様の姿をした全裸の少女の姿で描かれている。完全版では正確にはアイの意識のデータを集めたもので、人間の目には光の集まりに見える。
幼い頃のミュウツーとテレパシーでコンタクトを取り、コピーのゼニガメ・ヒトカゲ・フシギダネと共に彼と仲良くなってアイの記憶を使い世の中のことを教えるが、直後に寿命を迎えコピーポケモンたちと共に消滅してしまった。『EVOLUTION』では未登場。
なお、アイの名前の由来は、英語で言う自分を指す「I」という単語から来ている。
フジ博士の妻
声 - 安達忍
完全版のみ登場。フジ博士の妻で、アイの母親。死んだ娘を復活させようと躍起になる夫に「娘が帰ってくるわけではない」と諭すが、それでも幻影ばかり追いかける彼についていけなくなった。そのため、夫と離婚し、同時に結婚指輪を置いて去っていった。『EVOLUTION』では未登場。
科学者
声 - 小西克幸、芝原チヤコ / 古島清孝、福西勝也
フジ博士と共に遺伝子工学でミュウツーを生み出すが、暴走したミュウツーに研究所を破壊され、その後は生死不明となる。
ヒトカゲツー、ゼニガメツー、フシギダネツー
声 - 上田祐司、こおろぎさとみ、小桜エツ子
それぞれ、ヒトカゲ・ゼニガメ・フシギダネの遺伝子から作られたコピーポケモン。一度は消滅したが、後に残された遺伝子によってコピーの最終進化系が作られた。

## スタッフ
- 原案 - 田尻智
- スーパーバイザー - 石原恒和
- アニメーション監修 - 小田部羊一
- エグゼクティブプロデューサー - 久保雅一、川口孝司
- プロデューサー - 吉川兆二、五十嵐智之、盛武源
- キャラクター原案 - 杉森建、森本茂樹、藤原基史、西田敦子
- アソシエイトプロデューサー - 三浦卓嗣、石川博、山内克仁、香山哲、紀伊高明、吉田紀之
- アニメーションプロデューサー - 奥野敏聡、神田修吉
- 脚本 - 首藤剛志
- 絵コンテ - 湯山邦彦、横田和
- 演出 - 日高政光、井硲清高
- 演出補佐 - 村田和也
- 演出助手 - 矢野篤、斎藤徳明
- キャラクターデザイン・総作画監督 - 一石小百合
- デザイン協力 - そうま竜也、ゴトウマサユキ
- 作画監督 - 松原徳弘、山田俊也、浅野文彰、柳田義明、藤森雅也、高橋英吉、福本勝、志村泉
- 動画チェック - 榎本富士香、斎藤徳明、原鐵夫
- 色彩設定 - 吉野記通
- 色指定 - 岡田初美、中島淑子、小川志保
- 検査 - 堀内由美、服部真依、水谷靖子、増田真由美、中島淑子、四俣理香
- 特殊効果 - 太田憲之、中島正之
- 美術監督 - 金村勝義
- 撮影監督 - 白井久男
- 編集 - ジェイフィルム、辺見俊夫、伊藤裕
- 現像 - イマジカ
- 音楽 - 宮崎慎二、たなかひろかず
- 原曲 - 増田順一
- 音楽プロデューサー - 斎藤裕二、吉田隆
- レコーディングミキサー - 中村充時
- 音響監督 - 三間雅文
- 音響プロデューサー - 南沢道義、中村明子
- 制作担当 - 太田昌二、小板橋司
- 制作デスク - 岩佐岳
- 制作進行 - 宮下徹、平本正志、都丸美由紀、北村直人、重野幸紀
- 設定進行 - 播間香織
- 制作協力 - 亜細亜堂
- 制作 - 小学館プロダクション
- アニメーション制作 - OLM
- 監督 - 湯山邦彦
- 製作 - 河井常吉、富山幹太郎、坂本健、宮川鑛一、福田年秀、河村秀文
- ピカチュウプロジェクト98 （The Pokémon Company[注 9]、小学館、テレビ東京、メディアファクトリー、任天堂、トミー、クリーチャーズ、ゲームフリーク、ジェイアール東日本企画、OLM、小学館プロダクション）

## 主題歌
オープニングテーマ「めざせポケモンマスター'98」
作詞 - 戸田昭吾 / 作曲 - たなかひろかず / 編曲 - 渡部チェル / 歌 - 松本梨香
エンディングテーマ「風といっしょに」
作詞 - 戸田昭吾 / 作編曲 - たなかひろかず / 編曲 - 沢田完 / 歌 - 小林幸子（日本コロムビア）

## 映像ソフト化・再放送
- VHSビデオは1999年2月12日、レーザーディスク（LD）は1999年7月17日、DVD版は2000年6月23日、アドバンスムービーは2005年1月1日発売[注 10]。ポケモンのレーザーディスクとしては唯一。また、ポケットモンスターシリーズのDVDは本作が初となる。アドバンスムービーの長編映画ソフト第1弾でもある[15]。
- 映画10周年を記念して発売された「劇場版ポケットモンスター PIKACHU THE MOVIE BOX 1998-2002」には、初期DVD版と同一で、現行の再放送で使われた正規完全版が収録されていない。
- 映画15周年を記念して発売された「PIKACHU THE MOVIE PREMIUM BOX」ではHDリマスター化されて収録されている。また、収録内容は初期DVD版や映画10周年を記念して発売されたものと同一。
- 再放送としてHDリマスター版が地上波およびキッズステーションで放送される際は冒頭のシーンを含めた正規完全版が放送されている。なお、2019年にWOWOWプライムで放送された際は初期DVD版と同一の内容が放送された。

## ミュウツーの逆襲 EVOLUTION
『ミュウツーの逆襲 EVOLUTION』（ミュウツーのぎゃくしゅう エボリューション）（英題：Pokémon: Mewtwo Strikes Back Evolution）は、2019年7月12日公開の『ポケットモンスター』の劇場用映画第22作目であり、テレビ東京開局55周年記念作品。
第1作目を全編フル3DCGで描くリメイク作品 で、旧版での矛盾の解消や金銀編などで追加された設定の反映、さらにサトシのポケモンたちもよりスポットを当てられている。
'98年上映の第1作目のリメイク作品ということもあり、監督は榊原幹典氏と初代作品から第20作目まで監督を務めた湯山邦彦氏が担当している。
音声の収録はプレスコで行われている。2018年8月に逝去した石塚運昇もプレスコ手法を以て出演しており、石塚にとっては遺作の一つとなり、次回作からは堀内賢雄がナレーションを担当した。
1作目と同じく市村正親 や小林幸子が特別出演しており、本作ではおはスタ初期のMCだった山寺宏一やレイモンドが特別出演に加わった。一方で『ディアルガVSパルキアVSダークライ』から特別出演を続けていた中川翔子は主題歌のみ担当で声優としては初めて不参加となった。
次回作の予告シーンではジャングルを舞台にピカチュウがヒモを引くと「2020年夏 公開」のテロップが表記された（ここだけアニメのシーンとなっている）。
キャッチコピーは「最強とは何か――」「原点にして最高峰」。
日本国外では2020年2月27日よりNetflixオリジナルとして公開された。
劇場版『ポケットモンスター ココ』公開記念として、テレビ東京系などでは2020年12月18日にテレビ初放送された。

### スタッフ（EVOLUTION）
本編
- 原案 - 田尻智
- 監督 - 湯山邦彦、榊原幹典
- エグゼクティブプロデューサー - 岡本順哉、片上秀長
- プロデューサー - 下平聡士、關口彩香[注 11]、長渕陽介
- CGIスーパーバイザー - 那須基仁
- 脚本 - 首藤剛志
- 音楽 - 宮崎慎二
- 音響監督 - 三間雅文
- 音響効果 - 神保大介、倉橋裕宗
- アニメーションプロデューサー - 小林雅士
- アニメーション制作 - OLM Digital、Sprite Animation Studios
- 製作 - ピカチュウプロジェクト（The Pokémon Company、小学館、テレビ東京、タカラトミー、ジェイアール東日本企画、OLM、東宝、小学館集英社プロダクション）
- 配給 - 東宝

リアル脱出ゲーム『ミュウツーの城からの脱出』
- 企画・製作・主催 - SCRAP
- 製作総指揮 - 加藤隆生
- アニメーション制作 - OLM Digtal
- 制作協力 - BadNews、チケットぴあ九州

### 主題歌（EVOLUTION）
本編
オープニングテーマ曲 「めざせポケモンマスター'98」（2019 Remaster）
歌 - 松本梨香 / 作詞 - 戸田昭吾 / 作曲 - たなかひろかず / 編曲 - 渡部チェル / リマスター版制作 エンジニア - 工藤雅史（SME Records）
エンディングテーマ「風といっしょに」
歌 - 小林幸子&中川翔子 / 作詞 - 戸田昭吾 / 作曲 - たなかひろかず / 編曲 - 亀田誠治（ソニー・ミュージックレコーズ）
リアル脱出ゲーム『ミュウツーの城からの脱出』
テーマ曲「めざせポケモンマスター'98」（2019 Remaster・インストメンタルバージョン）
作曲 - たなかひろかず / 編曲 - 渡部チェル / リマスター版制作 エンジニア - 工藤雅史（SME Records）

## 関連作品
CD「ポケモン サウンドピクチャーボックス ミュウツーの誕生」
CD2枚組のサウンドトラック。誕生して間もない頃の物語を描いたものとしてニッポン放送『犬山犬子のポケモンアワー』内で放送したラジオドラマを収録。1999年2月12日発売。
漫画「劇場版ポケットモンスター ミュウツーの逆襲」
映画公開に先駆け『月刊コロコロコミック』にて『電撃!ピカチュウ』の作者おのとしひろが執筆した漫画版。ミュウツーに関するエピソードがメインとなっていてサトシたちがミュウツーの招待した島に向かうまでが綴られている。また、劇場版と違い、フジ博士がロケット団の命令に逆らいきれなくなったため、ミュウツーに自分ごと研究所を破壊させたことになっている。上記のようにこの話は途中でストーリーが中断され、「続きは劇場で」といった終わり方となっており、現在でも単行本化されていない。
『ポケットモンスター ミュウツー! 我ハココニ在リ』
『ミュウツーの逆襲』の続編にあたる物語。2000年12月30日にテレビで放送され、2001年8月29日にDVDで発売された。『EVOLUTION』公開を記念して、『別冊コロコロコミック』と『コロコロオンライン』でコミカライズ版が連載された。
リアル脱出ゲーム×劇場版ポケットモンスター ミュウツーの逆襲 EVOLUTION『ミュウツーの城からの脱出』
SCRAP主催の体験型ゲームイベントとして2019年7月から9月にかけて、東京歌舞伎町にある常設アミューズメントスポット「東京ミステリーサーカス」と横浜駅前にある常設スタジオ「横浜ヒミツキチオブスクラップ」と大阪心斎橋にある常設スタジオ「大阪ヒミツキチオブスクラップ」にて約2か月、札幌大通にある常設店舗「アジトオブスクラップ札幌」と名古屋矢場町にある常設スタジオ「名古屋ヒミツキチオブスクラップ」にて約1か月のロングランで開催され、5都市開催期間中（札幌・東京・横浜・名古屋・大阪）に全国18都市を巡回した。参加者は謎の招待状を受け取ったポケモントレーナーとなって、フシギバナ、リザードン、カメックス、ピカチュウ、ニャース、トゲピーと共に様々な謎を駆使して1時間以内にミュウツーのバトルに勝利し、ミュウツーの城から脱出することがクリア条件。コースは通常卓と家族卓が選べ、家族卓のみ若干難易度が引き下がっている。キャッチコピーは「キミの前に立ちはだかるのは史上最強の逆襲（ナゾ）」である。前売り券は通常版のほかにモンスターボールを模した「謎箱」付の限定版を選択することができる。東京ミステリーサーカスのみホイップクリーム付マンゴーフラッペを販売した。